# Demonax decens
Demonax decens är en skalbaggsart som beskrevs av Charles Joseph Gahan 1906. Demonax decens ingår i släktet Demonax och familjen långhorningar. Inga underarter finns listade i Catalogue of Life.